# Hiroshi Senju
Hiroshi Senju (千住博, Senju Hiroshi, né en 1958) est un artiste japonais du style nihonga connu pour ses peintures de chute d'eau à grande échelle. Ces peintures se concentrent souvent sur la base de la cascade où l'eau s'écrase dans le bassin en dessous En tant que peintre il recourt habituellement aux techniques traditionnelles de la peinture japonaise, utilisant des pigments à base de matières naturelles pour les appliquer sur un papier de mûrier spécialement conçu . Contrairement à la règle d'exposition de telles œuvres dans un éclairage tamisé dans une pièce couverte de tatami, Hiroshi préfère que ses créations soient vues à la lumière naturelle.

## Formation
Senju est diplômé de l'Université des arts de Tokyo en 1982. En 1987, il termine le programme de doctorat à l'université nationale des beaux-arts et de musique de Tokyo. Il connaît le succès en grande partie dans les années 1990 en réponse à ses gigantesques peintures de chute d'eau. Ces peintures sont souvent accrochées dans les bâtiments publics et privés et Senju passe pour être l'un des rares artistes contemporains dont le travail est reconnu par le grand public.

## Peintures fusumaChute d'eauà la maison jardin japonais Shofuso
En 2007, Hiroshi Senju créé une série de 20 peintures murales fusuma (paroi coulissante en papier) pour la maison du Shofuso Japanese House and Garden, maison et jardin japonais traditionnels situés à Philadelphie en Pennsylvanie. Lorsqu'on lui demande de remplacer les  peintures fusuma détruites, Trésor national du Japon de l'artiste Kaii Higashiyama, Senju dit, « Shofuso offre un espace merveilleux pour des peintures murales qui dépasse de loin mes attentes, et je ferai de mon mieux pour peindre des fresques symbolisant un échange symbolique entre le Japon et les États-Unis ».

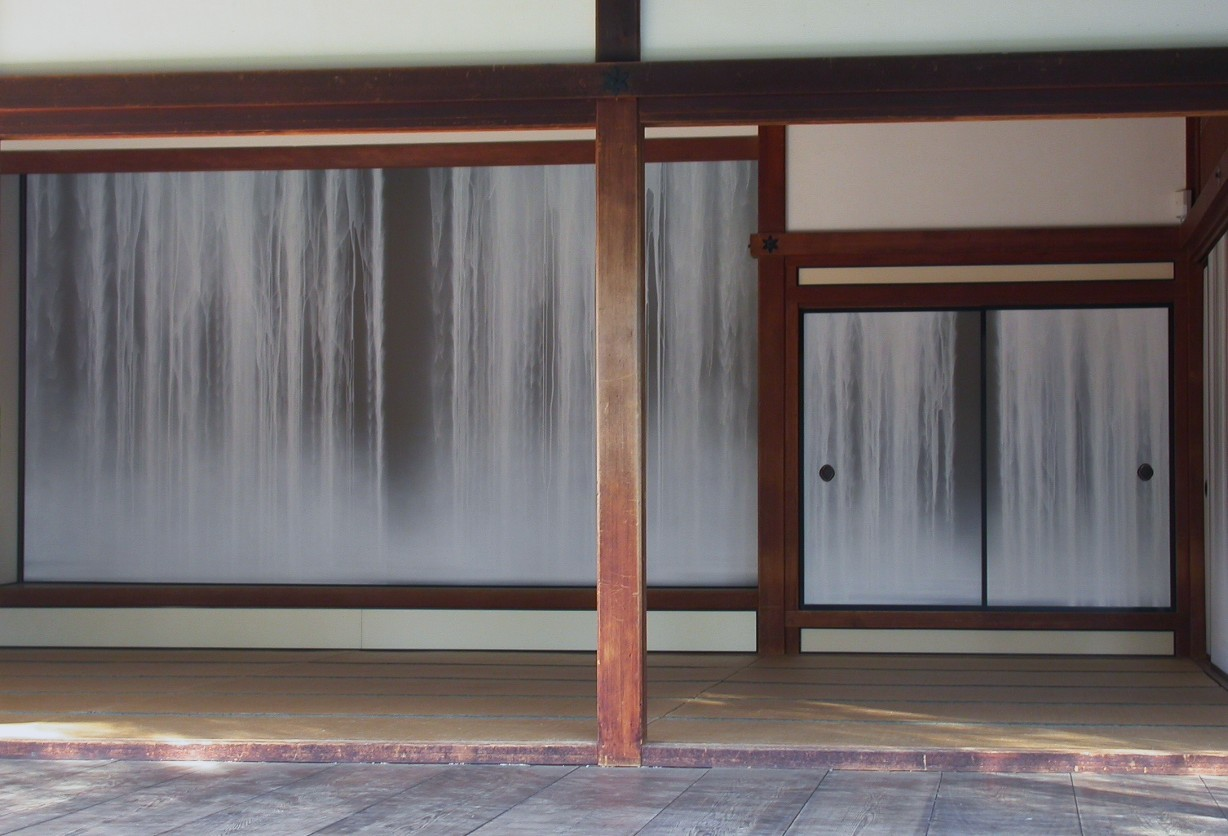
Peinture murale d'une chute d'eau à Shofuso

Senju achève l'installation en juillet 2006. Il intitule les plus grandes peintures qui servent de pièce centrale dans l'alcôve de Tokonoma, Rideau d'eau, allusion au rideau de fer, symbole classique de la guerre froide. Ce rideau, avec ses couches de chutes d'eau, est destiné à symboliser la liberté de Philadelphie, le berceau des États-Unis. Les six peintures dans la première salle sont intitulées Imagination de la dynamique et celles de la deuxième pièce Imagination du Silence.
Les peintures sont d'abord exposées à la biennale de Gwangju en Corée du Sud en 2006 puis au musée d'art Yamatane à Tokyo. Plus de cinquante mille visiteurs les admirent avant leur installation à Shofuso. Les toiles sont ensuite expédiées vers leur destination finale à Philadelphie où elles arrivent en mars et sont installées en avril 2007.
En faisant don de ses nouvelles peintures, Senju honore Shofuso selon l'antique tradition japonaise des maîtres peintres qui offraient leurs talents à la communauté. Shofuso est le seul endroit en dehors du Japon qui abrite une combinaison unique d'art contemporain et d'architecture traditionnelle japonaise.

## Musée
Le musée Hiroshi Senju ouvre ses portes le 10 octobre 2011 à Karuizawa dans la préfecture de Nagano. Conçu par l'architecte Ryue Nishizawa, le bâtiment se compose de fenêtres qui forment les murs, d'un sol en béton en pente douce qui court naturellement sur le sol et de minces parois en béton disposées à travers le centre du musée et qui soutiennent le plafond. Le musée appartient et est exploité par la Fondation du collège culturel international qui possède environ 100 œuvres de Hiroshi, environ la moitié de ce qui peut être exposé dans le musée à un moment donné.

## Source de la traduction
- (en) Cet article est partiellement ou en totalité issu de l’article de Wikipédia en anglais intitulé « Hiroshi Senju » (voir la liste des auteurs).